# 오미진구마에역
오미진구마에역(일본어: 近江神宮前駅)은 일본 시가현 오쓰시에 위치한 게이한 전기 철도 이시야마사카모토 선의 철도역이다. 역 번호는 OT 16이며, 상대식 승강장 2면 2선의 구조를 갖춘 지상역이다.

## 타는 곳
| (서쪽) | ■ 이시야마사카모토 선 | 하행 | 사카모토 방면 |
| (동쪽) | ■ 이시야마사카모토 선 | 상행 | 하마오쓰 · 이시야마데라 방면 교토 시내 (산조케이한 · 교토시야쿠쇼마에 · 우즈마사텐진가와 : 하마오쓰 환승) 게이한 선 (데마치야나기 · 요도야바시 · 나카노시마 : 하마오쓰 · 산조케이한 환승) 방면 |
| (동쪽) | ■ 이시야마사카모토 선 | 하행 | 사카모토 방면 (당 역 시발) |

## 역 주변
- 오미 신궁
- 야나가사키 호반 공원

## 인접 역
| 게이한 전기철도 ■ 이시야마사카모토 선 | 게이한 전기철도 ■ 이시야마사카모토 선 | 게이한 전기철도 ■ 이시야마사카모토 선 |
| ------------------------------------- | ------------------------------------- | ------------------------------------- |
| OT 15 오지야마 이시야마데라 방면      | ■ 이시야마사카모토 선                 | 미나미시가 OT 17 사카모토 방면        |